# Campionato italiano di calcio per amputati 2022
Il campionato italiano di calcio per amputati 2022 è stata la 4ª edizione del campionato italiano di calcio per amputati, disputato tra il 5 marzo e il 16 luglio 2022 e conclusosi con la vittoria dello Sportin Amp Football al suo primo titolo.

## Stagione
La quarta stagione vede molti cambiamenti nell'ambito delle squadre partecipanti. Per il 4º anno consecutivo vi partecipa il Vicenza Calcio Amputati e la Levante C. Pegliese, mentre entra a far parte del nuovo campionato la Roma Calcio Amputati che disputerà le sue partite al Centro Polisportivo Ostiense della capitale. Altra novità è la Sporting Amp Football, fondata quest’anno per rimpiazzare nel territorio marchigiano la Nuova Montelabbate che ha cessato le attività. Al Campionato non parteciperà nemmeno la Fabrizio Miccoli di Lecce, che a fine 2021 ha cessato la sua attività.

## Squadre partecipanti
| Club                    | Città   | Allenatore | Stagione precedente |
| ----------------------- | ------- | ---------- | ------------------- |
| Levante C. Pegliese     | Genova  |            | 3º posto            |
| Roma Calcio Amputati    | Roma    |            | Esordiente          |
| Sportin Amp Football    | Fano    |            | Esordiente          |
| Vicenza Calcio Amputati | Vicenza |            | 1º posto            |

## Classifica
|  | Pos. | Squadra                 | Pt | G | V | N | P | GF | GS | DR  |
|  | ---- | ----------------------- | -- | - | - | - | - | -- | -- | --- |
|  | 1    | Sportin Amp Football    | 14 | 4 | 2 | 2 | 0 | 6  | 1  | +5  |
|  | 2    | Vicenza Calcio Amputati | 13 | 4 | 3 | 1 | 0 | 15 | 1  | +14 |
|  | 3    | Roma Calcio Amputati    | 3* | 4 | 1 | 0 | 3 | 4  | 17 | -13 |
|  | 4    | Levante C. Pegliese     | 1* | 4 | 0 | 1 | 3 | 1  | 7  | -6  |

Legenda:
      Campione d'Italia 2022.
*Roma Calcio Amputati e Levante C. Pegliese 1 punto in meno

## Risultati

### Tabellone
Aggiornato al 28 marzo 2022.
Ogni riga indica i risultati casalinghi della squadra segnata a inizio della riga, contro le squadre segnate colonna per colonna (che invece avranno giocato l'incontro in trasferta). Al contrario, leggendo la colonna di una squadra si avranno i risultati ottenuti dalla stessa in trasferta, contro le squadre segnate in ogni riga, che invece avranno giocato l'incontro in casa.
|         | LEV  | ROM  | AMP  | VIC  |
| ------- | ---- | ---- | ---- | ---- |
| Levante | ---- | 0-0  | 0-0  | 0-4  |
| Roma    | 0-0  | –––– | 0-3  | 0-4  |
| Amp     | 2-0  | 0-0  | –––– | 0-0  |
| Vicenza | 1-0  | 0-0  | 0-0  | –––– |

### Calendario[3]

#### Girone di andata
|        | 1ª giornata                                  |     |
|        |                                              |     |
| 5 mar. | Roma Calcio Amp. - Vicenza Calcio Amp.       | 0-4 |
| 5 mar. | Sporting Amp. Football - Levante C. Pegliese | 2-0 |

|         | 2ª giornata                               |     |
|         |                                           |     |
| 26 mar. | Vicenza Calcio Amp. - Levante C. Pegliese | 1-0 |
| 26 mar. | Roma Calcio Amp. - Sporting Amp. Football | 0-3 |

|         | 3ª giornata                                  |             |
|         |                                              |             |
| 23 apr. | Vicenza Calcio Amp. - Sporting Amp. Football | 0-0         |
| 24 apr. | Levante C. Pegliese - Roma Calcio Amp.       | [ 4 ] [ 5 ] |

|        | 1ª giornata                                  |     |
|        |                                              |     |
| 5 mar. | Roma Calcio Amp. - Vicenza Calcio Amp.       | 0-4 |
| 5 mar. | Sporting Amp. Football - Levante C. Pegliese | 2-0 |

|         | 2ª giornata                               |     |
|         |                                           |     |
| 26 mar. | Vicenza Calcio Amp. - Levante C. Pegliese | 1-0 |
| 26 mar. | Roma Calcio Amp. - Sporting Amp. Football | 0-3 |

|         | 3ª giornata                                  |             |
|         |                                              |             |
| 23 apr. | Vicenza Calcio Amp. - Sporting Amp. Football | 0-0         |
| 24 apr. | Levante C. Pegliese - Roma Calcio Amp.       | [ 4 ] [ 5 ] |

#### Girone di ritorno
|         | 4ª giornata                                  |      |
|         |                                              |      |
| 21 mag. | Vicenza Calcio Amp. - Roma Calcio Amp.       | 10-1 |
| 21 mag. | Levante C. Pegliese - Sporting Amp. Football | 1-1  |

|         | 5ª giornata                               |     |
|         |                                           |     |
| 18 giu. | Levante C. Pegliese - Vicenza Calcio Amp. | 0-4 |
| 18 giu. | Sporting Amp. Football - Roma Calcio Amp. | 3-0 |

|         | 6ª giornata                                  |     |
|         |                                              |     |
| 16 lug. | Sporting Amp. Football - Vicenza Calcio Amp. | 2-0 |
| 16 lug. | Roma Calcio Amp. - Levante C. Pegliese       | 2-2 |

|         | 4ª giornata                                  |      |
|         |                                              |      |
| 21 mag. | Vicenza Calcio Amp. - Roma Calcio Amp.       | 10-1 |
| 21 mag. | Levante C. Pegliese - Sporting Amp. Football | 1-1  |

|         | 5ª giornata                               |     |
|         |                                           |     |
| 18 giu. | Levante C. Pegliese - Vicenza Calcio Amp. | 0-4 |
| 18 giu. | Sporting Amp. Football - Roma Calcio Amp. | 3-0 |

|         | 6ª giornata                                  |     |
|         |                                              |     |
| 16 lug. | Sporting Amp. Football - Vicenza Calcio Amp. | 2-0 |
| 16 lug. | Roma Calcio Amp. - Levante C. Pegliese       | 2-2 |